# Наско Сираков
Наско Сираков (буг. Наско Петков Сираков; Стара Загора, 26. април 1962) бивши је бугарски фудбалер.
Наско Сираков је био један од кључних играча на Светском првенству 1994. који су допринели да Бугарска дође до полуфинала.

## Клупска каријера
Играо је у млађим категоријама Левског из Софије. На почетку сениорске каријере је прешао из Левског у Спартак из Варне и Хасково. Године 1982. вратио се у Левски, где је играо наредних шест година; тада је освојио три шампионске титуле, два купа и два пута за редом био најбољи стрелац Прве лиге Бугарске. Такође је остварио велики подвиг када је постигао 36 голова у тридесет утакмица.
Вратио се у Левски у два наврата, а својој колекцији трофеја је додао две титуле првака. За клуб је постигао укупно 206 голова, по чему је рекордер.
Кратко је играо у иностранству; у лигама Шпаније и Француске. Завршио је фудбалску каријеру у Славији из Софије.
Сираков је на кратко управљао Славијом из Софије 1997. године. У наредној деценији радио је као спортски директор у Левском, отпуштен је 7. маја 2008. године, а наследио га је бивши саиграч из репрезентације Данијел Боримиров.

## Репрезентација
Сираков је играо за репрезентацију Бугарске од 1983. до 1996. године, а дебитовао је 7. августа 1983, против Алжира.
Наступио је на Светском првенству 1986. године у Мексику, постигавши важан гол против Италије у групној фази (1:1). На Светском првенству у САД 1994. године; Бугарска је освојила четврто место, играо је на свим мечевима, постигао је гол против Аргентине за победу у групи од 2:0, такође је изнудио пенал против Грчке и у полуфиналном мечу против Италије.
Са 34. године, Сираков је играо на Европском првенству 1996. у Енглеској, а 13. јуна 1996. против Румуније је одиграо последњи меч за репрезентацију. Одмах након повлачења из националног тима, Сираков је био помоћник селекора на Светском првенству 1998. године.

## Приватни живот
Ожењен је са некадашњом бугарском гимнастичарком Илијаном Раевом. Имају две кћерке, Славеју и Виолету.

## Трофеји

### Клуб
Левски Софија
- Прва лига Бугарске: 1984, 1985, 1988, 1993, 1994.
- Куп Бугарске: 1984, 1986, 1992, 1994.

Славија Софија
- Прва лига Бугарске: 1996.
- Куп Бугарске: 1996.

### Репрезентација
- Бугарска
  - Светско првенство: четврто место 1994.

### Индивидуални
- Најбољи стрелац првенства Бугарске: 1987, 1988, 1992, 1994.